# Henri Halberstadt

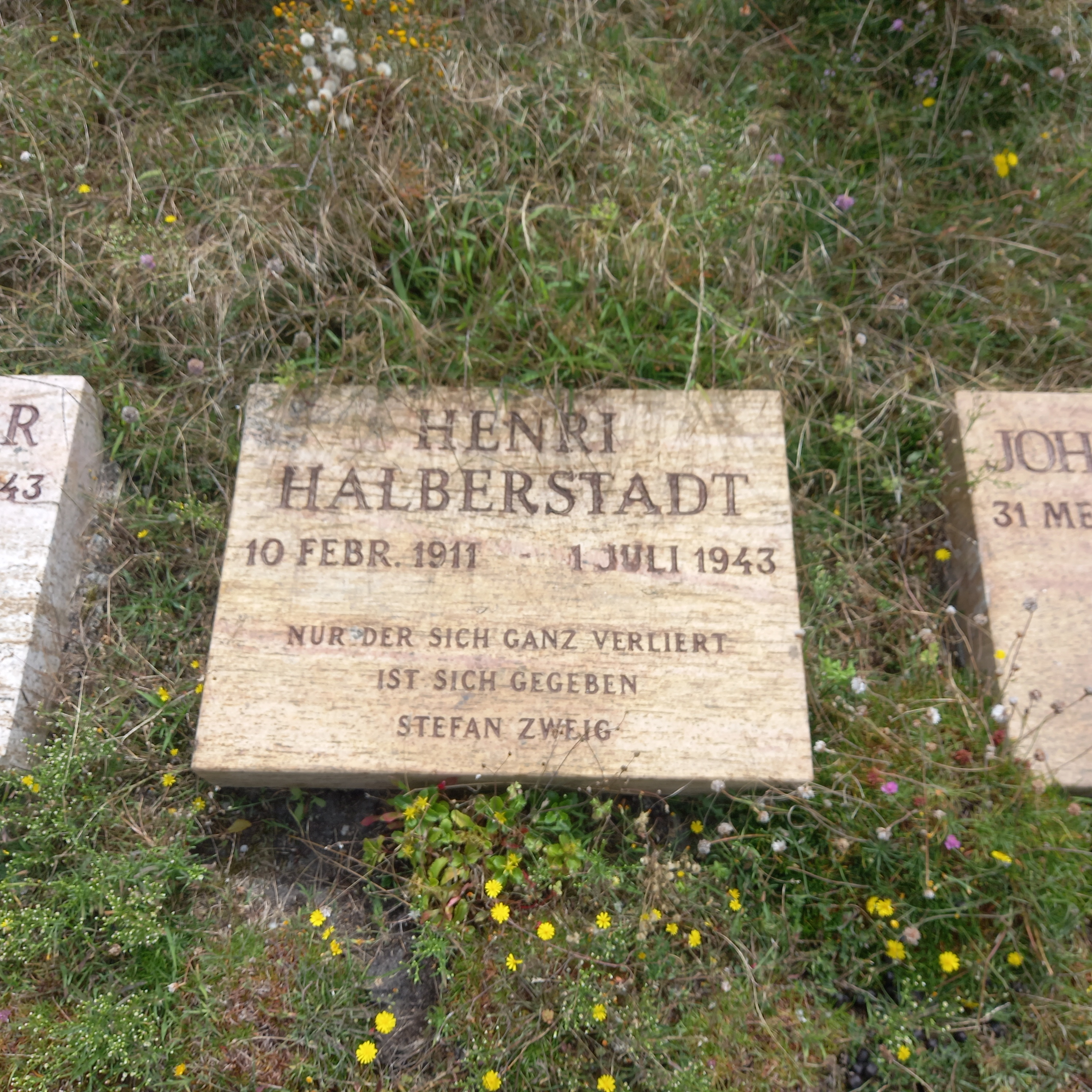
Het graf van Henri Halberstatdt op Erebegraafplaats Bloemendaal

Henri Halberstadt (Amsterdam, 10 februari 1911 – Overveen, 1 juli 1943) was een Nederlandse verzetsstrijder tijdens de Tweede Wereldoorlog.
Henri Halberstadt (verzetsnaam "Fred van Hall") was een joodse kantoorbediende bij een tandtechnisch bedrijf. Hij verleende steun aan onderduikers en nam op 15 maart 1943 deel aan de springstofaanslag op de spoorlijn Amsterdam-Haarlem. Hij was ook een van de deelnemers aan de aanslag op het Amsterdams Bevolkingsregister aan de Plantage Middenlaan te Amsterdam. Onder leiding van Gerrit Jan van der Veen en samen met Willem Arondeus, Johan Brouwer, Sam van Musschenbroek, Coos Hartogh, Rudi Bloemgarten, Karl Gröger, Guus Reitsma, Koen Limperg, Sjoerd Bakker, Cornelis Leendert Barentsen en Cornelis Roos drong hij vermomd als politiemannen op 27 maart 1943 het gebouw binnen en blies met explosieven het pand op. Halberstadt werd spoedig na de overval opgepakt door de Duitsers en na een proces te Den Haag geëxecuteerd in de duinen bij Overveen. Hij is begraven op de Eerebegraafplaats Bloemendaal.